# سلعة بديلة

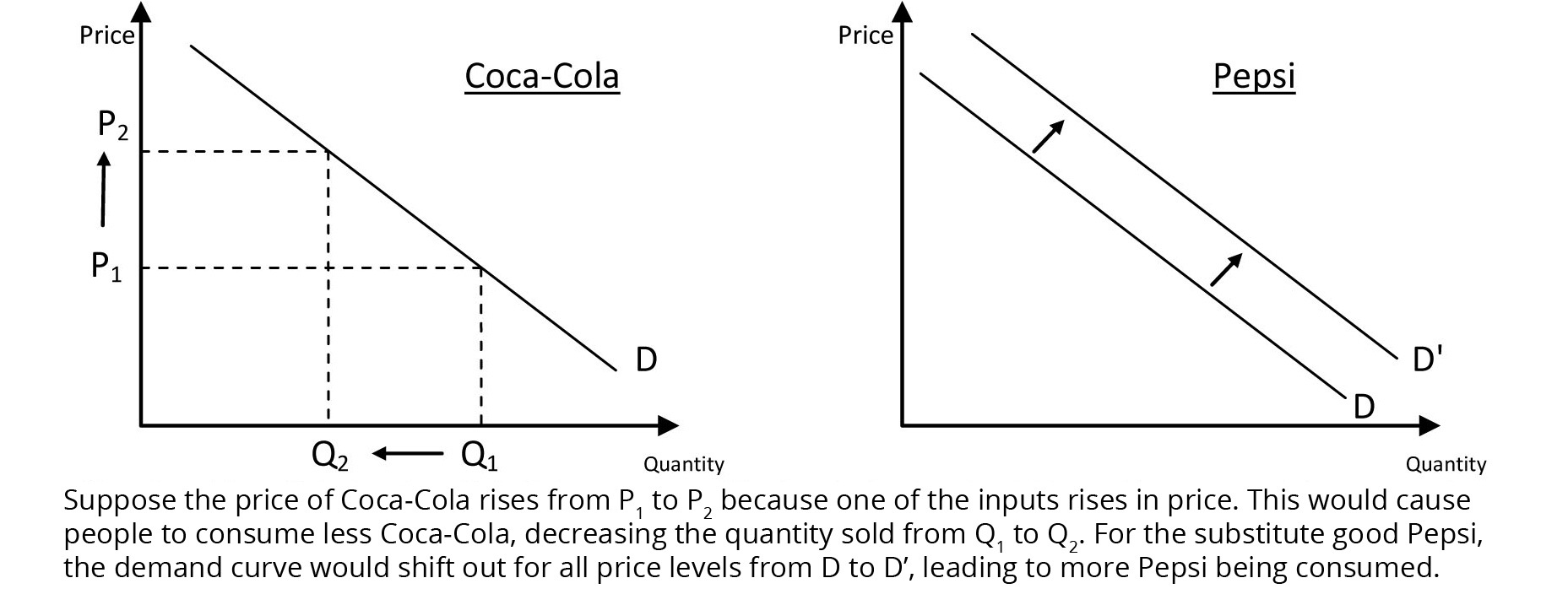

السلعة البديلة أو الإحلالية هي سلعة يمكن استخدامها بدلًا من سلعة أخرى. في نظرية المستهلك، فإن السلع البديلة أو البدائل هي سلع يعتبرها المستهلك مماثلة أو قابلة للمقارنة، بحيث أن امتلاك الكثير من سلعة واحدة يجعل المستهلك أقل رغبة في السلعة الأخرى. بصورة رسمية، فإن السلعة {\displaystyle x_{j}} تشكل بديلًا للسلعة {\displaystyle x_{j}} إذا ارتفع الطلب على {\displaystyle x_{j}} عندما يرتفع سعر {\displaystyle x_{j}}. لتكن {\displaystyle p_{i}} سعر السلعة. إذًا، تكون السلعة {\displaystyle x_{j}} بديلة لـ  عندما تكون:
{\displaystyle {\frac {\partial x_{j}}{\partial p_{i}}}>0}
تعد البطاطس من مزارع مختلفة مثالًا على ذلك: فإذا ارتفع سعر البطاطس في إحدى المزارع، فإن عددًا أقل من الأشخاص سوف يشترون البطاطس من تلك المزرعة (مع تساوي العوامل الأخرى)، وسيشترون البقية البطاطس من مزرعة أخرى بدلًا من ذلك. تتضمن الأمثلة الأخرى على السلع البديلة السمن النباتي والزبدة والشاي والقهوة والجعة والنبيذ.

## مقدمة
على نحو غير رسمي، تعد السلع البديلة، خلافًا للسلع التكميلية والسلع المستقلة، سلعًا قد تحل محل بعضها البعض في الاستخدام (أو الاستهلاك) نتيجة لتغير الظروف. تحمل حقيقة استبدال أحد السلع بسلعة أخرى عواقب اقتصادية مباشرة: بقدر ما يمكن استبدال سلعة بأخرى، فإن الطلب على السلعتين سيكون مترابطًا بحقيقة أن بإمكان الزبائن مقايضة سلعة بأخرى إذا كان من المفيد القيام بذلك. يعني هذا أن الزيادة في سعر سلعة ما (مع ثبات باقي العوامل) تؤدي إلى زيادة الطلب على بدائلها. في المقابل، فإن انخفاض سعر سلعة ما سيؤدي إلى انخفاض الطلب على بدائل هذه السلعة. بشكل أكثر رسمية، فإن العلاقة بين جداول الطلب تحدد ما إذا كانت السلع مصنفة كبدائل أو مكملات. تعد السلعة البديلة سلعة ذات ازدواجية مرونة طلب موجبة. يعني هذا أنه إذا كانت السلعة  بديلة للسلعة {\displaystyle x_{j}}، فإن الزيادة في سعر السلعة {\displaystyle x_{j}} سوف تؤدي إلى حركة تجاه اليسار على طول منحنى الطلب لـ{\displaystyle x_{j}}، وتتسبب في إزاحة منحنى الطلب لـ {\displaystyle x_{j}} إلى الخارج. سيؤدي انخفاض سعر السلعة {\displaystyle x_{j}} إلى حركة تجاه اليمين على طول منحنى الطلب لـ ، وتتسبب في إزاحة منحنى الطلب لـ  إلى الداخل.

## أنواع مختلفة من الاستبدالية

### بدائل مثالية وغير مثالية
تمثل استبدالية سلعة بسلعة أخرى مسألة درجة ومقدار. إذا كان هناك سلعتان قابلتان للاستبدال فيما بينهما بدرجة كبيرة، فإن التغير في الطلب نتيجة لتغيير الأسعار سوف يكون أكبر مما لو كانتا السلعتان أقل قابلية للاستبدال. على سبيل المثال، من المرجح أن يؤدي ارتفاع حاد في تكلفة منظف من علامة تجارية ما إلى زيادة كبيرة في الطلب على منظفات من علامات تجارية أخرى، في حين سيؤثر تغير سعر السيارات بشكل أقل بكثير على الطلب على الدراجات.
ستكون سلعة ما بديلة مثالية لأخرى إذا كان من الممكن استخدامها بنفس الطريقة تمامًا. في هذه الحالة، فإن منفعة الجمع بين السلعتين تكون دالة متزايدة لمجموع كمية كل سلعة. من الناحية النظرية، إذا اختلفت أسعار السلع، فلن يكون هناك طلب على السلع الأكثر تكلفة. يمكن اعتبار الأقراص المضغوطة القابلة للكتابة (لمرة واحدة) من جهات تصنيع مختلفة بدائلًا مثالية. مع ارتفاع سعر أحد العلامات التجارية للأقراص المضغوطة تلك، يتوقع من المستهلكين استبدالها بأقراص من علامات تجارية أخرى بدالة متناظرة واحد إلى واحد. لن تتغير الكمية الإجمالية للأقراص المشتراة. أي أن البدائل المثالية لها دالة منفعة خطية ومعدل هامشي ثابت للاستبدال.
تتسم البدائل غير المثالية بمستوى أقل من الاستبدالية، وبالتالي فإنها تُظهر معدلات هامشية متغيرة من الاستبدال على طول منحنى السواء الاستهلاكي. تقدم نقاط الاستهلاك على المنحنى نفس مستوى المنفعة الذي كان عليه من قبل، ولكن التعويض يعتمد على نقطة البداية للاستبدال. تعد الكولا أيضًا مثالًا على ذلك. مع ارتفاع أسعار الكوكاكولا، فمن المتوقع أن يستبدلها المستهلك بالبيبسي. غير أن العديد من المستهلكين يفضلون نوع أو علامة تجارية من الكولا على أخرى. لن يبادل المستهلكون الذين يفضلون علامة تجارية واحدة على أخرى بمبدأ التناظر واحد إلى واحد. بل إن المستهلك الذي يفضل شركة كوكاكولا (على سبيل المثال) سوف يكون على استعداد لتبادل المزيد من البيبسي مقابل كميات أقل من الكوكاكولا.
تعتمد الدرجة التي يكون فيها للسلعة بديلًا مثاليًا على كيفية تعريف السلعة على نحو خاص. على سبيل المثال، الأنواع المختلفة من حبوب الإفطار هي عادة بدائل لبعضها البعض، ولكن حبوب شركة رايس كريسبيز، التي تعد بالكاد سلعة معرّفة مقارنة بالحبوب عمومًا، لا تملك إلا القليل من البدائل المثالية إن وجدت.

### البدائل الإجمالية والصافية
يميز خبراء الاقتصاد بين البدائل الإجمالية والبدائل الصافية. تكون السلعة  بديلة إجمالية للسلعة ، إذا زاد الإنفاق على السلعة  عندما يزيد سعر السلعة ، كما هو موضح أعلاه. لا تعتبر الاستبدالية الإجمالية علاقة تماثلية. حتى لو كانت السلعة {\displaystyle x_{j}} بديلة إجمالية لـ {\displaystyle x_{j}}، قد لا يكون صحيحًا أن تكون {\displaystyle x_{j}} بديلة إجمالية لـ {\displaystyle x_{j}}.
يُقال أن السلع {\displaystyle x_{i}}  و{\displaystyle x_{j}} بدائل صافية إذا كانت:
{\displaystyle \left.{\frac {\partial x_{j}}{\partial p_{i}}}\right|_{u=const}>0}
أي أن السلع تشكل بدائل صافية إذا كانت بدائل لبعضها البعض في إطار دالة منفعة ثابتة. تتمتع الاستبدالية الصافية بالخاصية المرغوبة، بخلاف الاستبدالية الإجمالية، وهي خاصية التماثلية:
{\displaystyle \left.{\frac {\partial x_{j}}{\partial p_{i}}}\right|_{u=const}=\left.{\frac {\partial x_{i}}{\partial p_{j}}}\right|_{u=const}}
https://wikimedia.org/api/rest_v1/media/math/render/svg/57ce30d159512512d14a42aa8473ac59f1afb660
ذلك أنه إذا كانت السلعة {\displaystyle x_{j}} بديلة صافية للسلعة {\displaystyle x_{i}}، فإن السلعة {\displaystyle x_{i}} أيضًا بديلة صافية للسلعة {\displaystyle x_{j}}. تعد الخاصية التماثلية للاستبدال الصافي مغرية بديهيًا ومفيدة نظريًا.

### بدائل ضمن فئة وبدائل مشتركة بين فئات
تختلف البدائل فيما يتعلق بعضويتها في الفئة. تعد البدائل ضمن الفئة سلع أعضاء في نفس الفئة التصنيفية، أي سلع تتشارك في الخصائص المشتركة (مثل الشوكولاتة والكراسي وسيارات الستيشن واغن). تعد البدائل المشتركة بين الفئات سلع أعضاء في فئات تصنيفية مختلفة ولكنها يمكن أن تحقق نفس الهدف. قد يقوم شخص يريد الشوكولاتة ولكنه لا يستطيع الحصول عليها، على سبيل المثال، بشراء الآيس كريم بدلًا من ذلك، لإشباع رغبته في تناول الحلويات.
يبدي الأشخاص تفضيلًا قويًا للبدائل ضمن الفئة على البدائل المشتركة بين الفئات. عبر عشر مجموعات من الأطعمة المختلفة، اعتقد 79.7% من المشاركين في البحوث أن بديلًا ضمن الفئة من شأنه أن يرضي رغباتهم في الحصول على طعام لا يمكنهم الحصول عليه بشكل أفضل من بديل مشترك بين الفئات. نظرًا لعدم قدرتهم على الحصول على شوكولاتة جودايفا المرغوبة، على سبيل المثال، ذكرت أغلبية أنها تفضل تناول شوكولاتة من علامة تجارية خاصة بمتجر (بديل ضمن الفئة) بدلًا من قطعة لوح جرانولا تحتوي على رقائق شوكولاتة (بديل مشترك بين الفئات). غير أن هذا التفضيل للبدائل ضمن الفئة يبدو مضللًا. لأن البدائل ضمن الفئة تكون أكثر تشابهًا مع السلعة المفقودة، فإن دونية هذه البدائل تكون ملحوظة بقدر أكبر. هذا من شأنه أن يخلق تأثيرًا سلبيًا، ويقود البدائل ضمن الفئة إلى أن تكون أقل إرضاءً من البدائل المشتركة بين الفئات.

### سلع الطلب على الوحدة
تمثل سلع الطلب على الوحدة فئات من السلع التي لا يريد المستهلك منها سوى وحدة أو قطعة واحدة. إذا كان لدى المستهلك وحدتين من السلع ذات الطلب على الوحدة، فإن المنفعة التي يحصل عليها هي أقصى المنافع التي يجنيها من كل من هذه الوحدات. على سبيل المثال، خذ في الاعتبار مستهلكًا يريد وسيلة للنقل، والتي قد تكون إما سيارة أو دراجة. يفضل المستهلك السيارة على الدراجة. إذا كان لدى المستهلك سيارة ودراجة على حد السواء، فإن المستهلك يستخدم السيارة فقط. تعد السلع ذات الطلب على الوحدة سلع بديلة دائمًا.